# Chuyên mục tư vấn

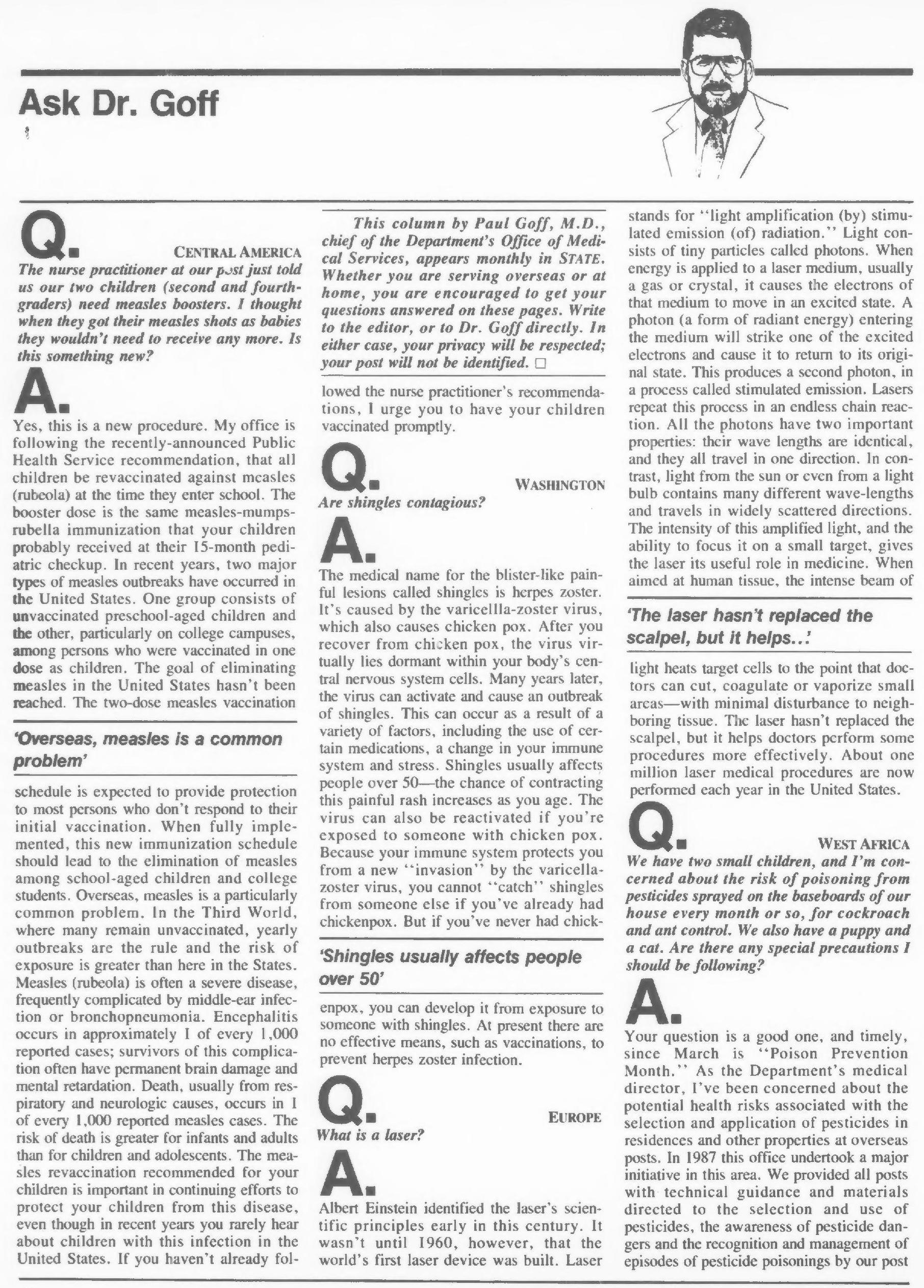
Một chuyên mục tư vấn trên báo chí, xuất bản năm 1990

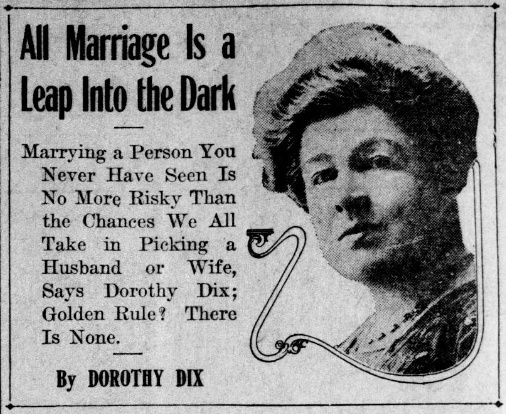
Một chuyên mục Tâm sự về Hôn nhân và Gia đình trên báo chí xuất bản năm 1913

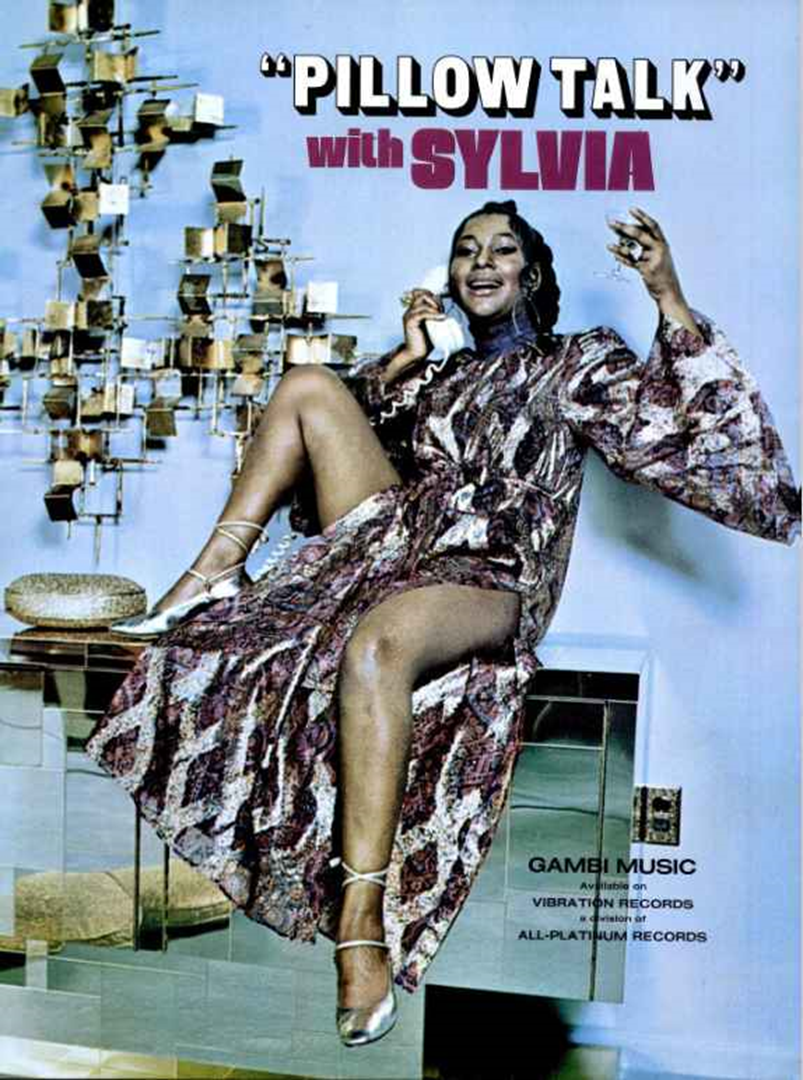
Một chuyên gia tư vấn chuyện chăn gối

Chuyên mục tư vấn (Advice column) là một chuyên mục thường kỳ trên báo in, tạp chí hoặc trang web, nơi một người người phụ trách chuyên mục tư vấn (Advice columnist) trả lời các câu hỏi và đưa ra lời khuyên về các vấn đề cá nhân do độc giả gửi đến. Thông thường, một độc giả (thường ẩn danh) viết thư cho phương tiện truyền thông về một vấn đề dưới dạng câu hỏi và phương tiện truyền thông sẽ cung cấp câu trả lời hoặc phản hồi từ một chuyên gia tư vấn. Một chuyên gia tư vấn là người đưa ra lời khuyên cho những người gửi vấn đề đến phương tiện truyền thông. Hình tượng biểu trưng về chuyên mục này xuất hiện ban đầu là hình ảnh một người phụ nữ lớn tuổi đưa ra lời khuyên an ủi và lời khuyên của người mẹ, do đó có tên là "dì". Văn bản The Athenian Mercury chứa đựng mục tư vấn đầu tiên được biết đến vào năm 1690. 

## Đại cương
Theo truyền thống, mục tư vấn được trình bày trong tạp chí hoặc báo, nhưng cũng có thể được đưa qua các phương tiện truyền thông tin tức khác, chẳng hạn như internet và phương tiện truyền thông tin tức phát thanh, chẵng hạn như Chương trình "Tình yêu, Hôn nhân và Gia đình" của Đài Phát thanh - Truyền hình Bình Dương được phát sóng trên sóng phát thanh FM 92.5 MHz, Chương trình "Câu chuyện tình tôi" phát thanh trên sóng FM 92.5 MHz. Cấu trúc cơ bản là một độc giả (thường ẩn danh) viết thư, email hoặc tin nhắn để chia sẻ một vấn đề riêng tư và đặt câu hỏi. Người phụ trách chuyên mục sẽ đăng tải câu hỏi đó kèm theo câu trả lời của họ. Các vấn đề được đề cập rất phong phú, từ những chuyện tình cảm, gia đình, xung đột bạn bè, đồng nghiệp cho đến các vấn đề về phép tắc, nề nếp, đạo đức và những tình huống khó xử, oái oăm trong cuộc sống. Các chuyên mục "Tư vấn", "Gỡ rối", Tâm sự trên các báo điện tử, tạp chí (đặc biệt là các trang dành cho phụ nữ, giới trẻ) thường có các chuyên mục như "Tư vấn tâm lý", "Gỡ rối tơ lòng", "Chuyện gia đình" chuyên về đề tài cuộc sống-tình yêu-hôn nhân-gia đình. Chuyên mục tâm sự sẽ tập trung vào câu chuyện của độc giả, bản thân việc kể lại câu chuyện là trọng tâm trong khi đó những lời khuyên đến từ chính cộng đồng độc giả thông qua các bình luận. 
Chuyên mục tâm sự là một phần hoặc một mục trên báo chí, tạp chí, trang web, hay các chương trình phát thanh/truyền hình, nơi mọi người có thể chia sẻ những câu chuyện, tâm tư, nỗi niềm riêng tư, thầm kín của mình về tình yêu, hôn nhân, gia đình, công việc, các mối quan hệ xã hội, hay những vấn đề cá nhân khác trong cuộc sống. Chuyên mục này thường có các mục đích chính là lắng nghe và chia sẻ, tạo một không gian an toàn để mọi người có thể bày tỏ cảm xúc, những điều khó nói mà đôi khi không thể chia sẻ với người thân, bạn bè vì nhiều lý do (như sợ bị đánh giá, muốn giữ bí mật). Đồng cảm và thấu hiểu để giúp người đọc, khán thính giả cảm thấy không đơn độc khi nhận ra có nhiều người cũng gặp phải những hoàn cảnh, vấn đề tương tự. Đưa ra lời khuyên, thường có người phụ trách (như chuyên gia tâm lý, hoặc biên tập viên có kinh nghiệm) sẽ đưa ra những lời khuyên, góc nhìn để giúp người gửi tìm ra cách giải quyết vấn đề của mình. Từ những câu chuyện và lời khuyên, độc giả có thể rút ra bài học cho bản thân hoặc tìm thấy sự đồng cảm, an ủi. Chuyên mục tâm sự rất phổ biến và thu hút nhiều người quan tâm vì nó đáp ứng nhu cầu được lắng nghe, chia sẻ và tìm kiếm sự đồng điệu trong cuộc sống, tập trung vào việc chia sẻ những bí mật, tâm tư thầm kín.
Nhiều trang báo điện tử lớn ở Việt Nam đều có chuyên mục tâm sự với lượng độc giả đông đảo, thường tập trung vào các vấn đề gia đình, đời sống như các chuyên mục trên aFamily, VietnamNet, Dân trí. Có thể kể đến như mục "Nhỏ to tâm sự" của Báo Phụ Nữ Thành phố Hồ Chí Minh cũng là một chuyên mục lâu đời, gắn bó với nhiều thế hệ độc giả, đặc biệt là phụ nữ, nơi chia sẻ sâu sắc những nỗi niềm của phụ nữ. Báo Dân Trí có chuyên mục "Tình yêu - Giới tính", nơi đăng tải lên nhiều câu chuyện, tâm sự của độc giả về các vấn đề trong tình yêu, hôn nhân và gia đình, đây cũng là một trong những chuyên mục tâm sự có lượng tương tác cao. Chuyên mục "Tâm sự" trong mục "Đời sống" của Vietnamnet cũng là một địa chỉ quen thuộc của nhiều độc giả, báo này thường xuyên đăng tải các câu chuyện éo le, những tình huống khó xử và mời độc giả cùng bình luận, gỡ rối. Trong mục "Bạn đọc", báo Tuổi Trẻ Online có các bài viết mang tính tâm sự, chia sẻ, thường được lồng ghép trong các câu chuyện về đời sống, góc nhìn xã hội. Đôi khi các bài viết được tập hợp trong các diễn đàn với chủ đề cụ thể. Tương tự, báo Thanh Niên cũng có các chuyên mục về Giới trẻ, Tình yêu, nơi độc giả có thể gửi gắm và đọc những câu chuyện tâm sự. Trang tin Afamily tuy không phải là báo chính thống nhưng đây là một trang tin chuyên sâu về đời sống gia đình và có mục Tâm sự thịnh hành, thu hút lượng lớn độc giả là phụ nữ.
Chuyên mục "Tâm sự" trên VnExpress là một trong nhữnng chuyên mục tâm sự trực tuyến nổi tiếng, lâu năm (có mặt từ năm 2001) và có lượng tương tác lớn nhất Việt Nam với hàng ngày đều có những câu chuyện mới thu hút hàng trăm, thậm chí hàng nghìn bình luận. Đây là nơi mọi người có thể chia sẻ những câu chuyện, những khúc mắc thầm kín trong cuộc sống về tình yêu, hôn nhân, gia đình, công việc và nhiều vấn đề xã hội khác. Trong đó, chủ đề phụ nữ bị chồng chỉ trích, dằn vặt vì không còn trinh trắng là một đề tài được đề cập đến với các bài viết về đề tài này trải dài trong suốt lịch sử của chuyên mục "Tâm sự", ít nhất là từ khoảng năm 2013 cho đến tận những bài viết mới nhất trong năm 2024 với các câu chuyện thường xoay quanh nỗi đau, sự dằn vặt của cả người vợ lẫn sự ám ảnh, định kiến của người chồng. Các câu chuyện trong dòng đề tài cho thấy chủ đề trinh tiết vẫn là một vấn đề lớn trong hôn nhân ở Việt Nam. Nhiều người vợ phải sống trong sự lo lắng, mặc cảm, che giấu hoặc dằn vặt vì quá khứ của mình. Sự ám ảnh và định kiến của người chồng thường bị đặt nặng vấn đề trinh tiết, coi đó là thước đo phẩm giá của vợ, dẫn đến những hành vi lạnh nhạt, khinh rẻ, chì chiết hoặc cực đoan hơn là trả thù nhỏ nhen. Hầu hết các câu chuyện đều có một kết cục buồn, bi kịch hôn nhân hoặc đứng trên bờ vực thẳm, hoặc trở thành địa ngục trần gian bởi sự thiếu thông cảm và tôn trọng lẫn nhau. Những bài viết và bài chia sẽ này đã mở ra những cuộc tranh luận sôi nổi trong cộng đồng, góp phần lên án những định kiến cổ hủ và kêu gọi một cái nhìn cảm thông, nhân văn hơn trong tình yêu và hôn nhân.